# Cardenal vicari
Cardenal vicari (italià: Cardinale Vicari) és el títol que se li dona al vicari general de la diòcesi de Roma per a la porció de la diòcesi a Itàlia, prescindint de la del Vaticà, que recau al Vicari General de l'Estat de la Ciutat del Vaticà. El títol oficial, tal com figura a l'Anuari Pontifici (sota el títol "Vicariat de Roma"), és el de "Vicari General de Sa Santedat". El Bisbe de Roma nomena el Cardenal Vicari amb poder ordinari per ajudar amb l'administració espiritual de la seva diòcesi. Tot i que el dret canònic exigeix que totes les diòcesis catòliques tenir un o diversos vicaris generals, les funcions del Cardenal Vicari actua de facto com un bisbe diocesà, a causa de les moltes altres responsabilitats del Papa. Hi ha una posició similar enfront de les necessitats espirituals de la Ciutat del Vaticà anomenat el Vicari General de la Ciutat del Vaticà, o més exactament, Vicari General del Sant Pare per a la Ciutat del Vaticà
Anteriorment, el títol era "Vicari general del Sa Santedat per a la ciutat de Roma i el districte", on el districte (districtus) era l'abast de la jurisdicció territorial del Praetor urbanus de la Roma Imperial, fet igual com altres institucions legals pel Romà Pontífex, per al govern de l'Església de Roma. Es va incloure el territori infra centum milia ab Urbe lapide, que començava a comptar des del Fòrum Romà.
Des del 29 de juny del 2017 el cardenal vicari de la diòcesi de Roma és Angelo De Donatis.

## Establiment
Annibale Ilari escriu que «el Summe Pontífex, Bisbe de Roma, ha tingut des de temps remots els "Vicarii in Spiritualibus" per a la diòcesi de Roma, generalment investits de caràcter episcopal.» El primer record que es té està en una carta d'Innocenci III, datada entre juny a octubre de 1198, estava dirigida a «Octaviano Hostiensi episcopo, Vicario Nostro».
Sembla cert que els vicaris al segle xii van ser nomenats només quan el Papa s'absentava per molt temps des Roma o el seu veïnat. Al seu retorn, els drets del vicari cessaven. Això podria haver durat fins al pontificat del Papa Innocenci IV (1243-1254); d'altra banda, és cert que en la segona meitat del segle xiii, el vicari va continuar exercint les funcions del seu càrrec, fins i tot durant la presència del Papa a Roma. Així, el nomenament d'un vicari el 28 d'abril de 1299, està datada des de la Lateranense. L'oficina deu el seu ple desenvolupament a l'eliminació de la cúria romana fins al sud de França i la seva liquidació final a Avinyó. Des de llavors, la llista dels vicaris és contínua.
Les comissions més antigues no s'especifiquen cap període de durada; a la butlla de 16 de juny de 1307, es diu per primera vegada que l'ofici es porta a terme "en la nostra bona voluntat". És només al segle xvi que ens trobem amb formes de tinença de la vida; l'any exacte d'aquesta important modificació encara no es fixa. Antigament la nominació era per butlla; quan es va iniciar el costum de nomenar per breu és difícil de determinar. La butlla més antiga de nominació coneguda porta la data de 13 de febrer de 1264.
Un costum immemorial de la Cúria exigeix que tots els seus funcionaris estiguin degudament juramentats, i aquest va ser el cas dels vicaris. És molt probable que durant els segles xii i xiii es prenguessin tals juraments a mans del propi Papa. Més tard el deure caure a la Cambra apostòlica. El jurament, el text (encara que molt més antic) apareix per primera vegada en un document del 21 de maig de 1427, s'assembla en gran manera, en la seva primera part, al jurament episcopal habitual; mentre que la segona part s'aplica a l'ofici en qüestió. El jurament es concep en termes molt generals i fixa, sinó una lleugera pressió sobre les funcions especials del Vicari. El funcionari nomenat el 18 d'octubre de 1412, com a representant del vicari també va ser juramentat, i abans d'entrar al seu càrrec se li va advertir a prendre, en presència d'un determinat cardenal, el jurament habitual de fidelitat al Papa i d'un exercici fidel de l'ofici.

## Autoritat
D'acord amb el decret més antiga conegut de nomenament, de 13 de febrer de 1264, tant romans com estrangers estaven subjectes a la jurisdicció del vicari. En aquest document, però, no es donen a conèixer ni els drets especials del vicari ni l'extensió local de la seva autoritat, però s'entén que el territori en qüestió és la ciutat de Roma. El 27 de juny de 1288, el vicari va rebre els drets de "règim de visites, la correcció i reforma en els assumptes espirituals... de dedicar esglésies i la conciliació dels cementiris, consagrar altars, benedicció, confirmar i ordenar a les persones adequades de la ciutat". El 21 de juliol de 1296, el Papa Bonifaci VIII va afegir l'autoritat per sentir confessions i imposar una satisfacció saludable. El 6 de juliol de 1202, la següent variant es va reunir amb: "per reformar les esglésies, el clergat i les persones de la pròpia Roma", i el dret addicional per fer altres coses que pertanyen a l'oficina del vicari.
La seva jurisdicció sobre tots els monestirs està avalada per primera vegada el 16 de juny de 1207. La inclusió entre aquests dels monestirs, exemptes i no exemptes i els seus interns, fora dels murs de Roma, va ser el primer pas en l'extensió local de la jurisdicció del vicari. També està facultat per conferir beneficis vacants a la ciutat. Durant un període considerable de temps dels drets abans esmentats presenten la plenitud de l'autoritat del vicari.
Les comissions especials, però, es multiplicaren en aquest període, tenint amb ells en cada cas una extensió especial o una nova aplicació de l'autoritat. Sota el Papa Climent VI (1342-1352) el territori de la jurisdicció del vicari general es va incrementar notablement per la inclusió dels suburbis i el districte rural sobre Roma. Fins a l'època del Papa Benet XIV (1740-1758) va ser l'abast de la jurisdicció del vicari. Pel "districte de la ciutat de Roma" s'entén una distància de quaranta milles italianes dels murs de la ciutat. Atès que, però, el territori de la seus suburbicaries jeia parcialment dins d'aquests límits, el vicari va arribar a exercir una jurisdicció concurrent amb la del bisbe local i de forma acumulativa. Aquesta era una font de freqüents conflictes, fins al 21 de desembre de 1744, quan la competència territorial dels bisbes suburbicaris va ser abolida per Benet XIV, en la mesura en el seu territori va caure dins dels límits abans esmentats.
En el transcurs del temps, el vicari va adquirir no només la posició i l'autoritat d'un vicari general, sinó també la d'un veritable ordinari, incloent tota l'autoritat d'aquest últim càrrec. Això és bastant evident pel seu dret adquirit de subdelegació mitjançant el qual se li va permetre nomenar vicegerens, el seu representant no només en cerimònies pontifícies (com molts sostenen), sinó també en la jurisdicció. Per a la resta, sent ja delegatus a principe que pot subdelegar canònicament.
A partir del 28 de novembre de 1558, segons el que establí Pau IV per decret consistorial, el càrrec corresponia a un cardenal. Si l'elegit no és un cardenal, tot i que ocupés el mateix càrrec i exercís les mateixes funcions, s'utilitzaria el títol " pro-Vicari ".
Per una Constitució de Climent VIII, de 8 de juny de 1592, el dret del vicari per celebrar una visita ordinària i extraordinària a esglésies, monestirs, el clergat i el poble (que data del 16 de juny de 1307) va ser retirat en favor de la  Congregatio Visitationis Apostolicæ,, de nova creació, per als temes d'actualitat de la visita ordinària. D'aquí en endavant aquesta tasca es refereix als vicarius urbis només en la mesura que pot ser nomenat president o membre d'aquesta congregació, el prefecte dels quals és el propi Papa. Les grans visites "extraordinàries", celebrades en general, al començament de cada pontificat, van ser executats per una comissió especialment designada de cardenals i prelats, la presidència dels quals van caure pel costum al vicari. La Congregació de la Visitació era bastant independent del vicari, sent constituïda per una autoritat apostòlica.
El 1929, amb l'establiment de la Ciutat del Vaticà, el Papa Pius XII va eliminar l'Estat de la Ciutat del Vaticà de l'autoritat del cardenal vicari. El Papa Joan XXIII va establir que les oficines de la Rectoria estarien ubicades al Palau del Laterà. El Papa Joan Pau II va reorganitzar la Rectoria amb la constitució apostòlica Ecclesia in Urbe, per portar l'estructura de la Rectoria més en línia amb el Codi de Dret Canònic de 1983.
L'autoritat del vicari no cessa amb el Papa que el va nomenar. Però si mor durant una vacant de la Santa Seu, el seu successor no pot ser nomenat pel Col·legi Cardenalici ; tots els temes d'actualitat es tramiten pels vicegerens que, d'aquesta manera, es converteixen en un quasi vicari capitular. En teoria almenys, el vicari diocesà pot celebrar sínodes ; també podria concedir abans un nombre de beneficis de cor. El Papa Lleó XIII reservà aquest dret a perpetuïtat al Papa.

### Normativa de l'Església Catòlica
Les funcions i responsabilitats del cardenal vicari s'expliquen a la Constitució Apostòlica Ecclesia in Urbe, publicada pel Papa Joan Pau II l'1 de gener de 1998, per la qual el Papa va reformar el Vicariat de Roma.
Article 10 - El cardenal vicari, en el nom i el mandat del Papa, «l'exercici del ministeri episcopal d'ensenyar, santificar i el govern pastoral de la Diòcesi de Roma amb potestat ordinària vicària"; és a dir, que té el govern real de la diòcesi i és "tribunal ordinari de la diòcesi de Roma.»
Article 11 - El cardenal vicari manté estrets contactes amb el Papa, que informi periòdicament sobre el punt d'inflexió pastoral a la diòcesi; especialment no prendrà mesures importants sense reportar abans amb el Papa.
Article 12 - El cardenal vicari «és el representant legal de la Diòcesi de Roma i la Rectoria de Roma.»
Article 13 - El cardenal vicari no cessa del seu càrrec durant la vacant de la Seu Apostòlica, que és, després de la mort del Papa o la seva renúncia.
Article 14 - En la seva tasca, el cardenal és ajudat per l'arquebisbe vicegerent i bisbes auxiliars nomenats pel Papa.
Articles 19-22 - Correspon al cardenal vicari presidir els diferents òrgans del vicariat, especialment el Consell Episcopal (Art. 19) i el Consell Diocesà d'Assumptes Econòmics (art. 22).
Article 25 § 2 - Correspon al cardenal vicari el nomenament dels directors de les diferents dependències de la Rectoria i el nomenament dels rectors de la diòcesi, amb l'aprovació prèvia del Papa.
Article 29 - El cardenal vicari és el president de l'Obra Peregrina Romana.
Article 30 - Subjecte a l'aprovació del Papa, el cardenal pot modificar o interrompre l'ofici pastoral de la Rectoria, o la creació d'altres noves, i establir comissions diocesanes, de caràcter consultiu.
Article 32 - «El cardenal vicari, en virtut de la potestat ordinària vicària per exercir en nom del Summe Pontífex, és un jutge ordinari de la diòcesi de Roma i Moderador dels Tribunals.»

## Vicegerents
El primer assistent episcopal del vicari conegut és Angelus de Tineosis, Episcopus Viterbiensis, anomenat 2 octubre de 1321, com a assistent del Vicari Andreas, Episcopus Terracinensis. La seva posició no està tan ben descrita en els documents que podem formar una idea clara de les seves funcions. És significatiu que Angelus va oficiar com a assistent fins i tot quan el Vicari Andreas estava a la ciutat. D'altra banda, al Vicari Franciscus Scaccani, Episcopus Nolanus, se li va permetre triar un assistent per ocupar-se del Vicariat només en el cas de la seva absència de Roma. D'acord amb aquest document no era pel Papa sinó pel mateix vicari, encara que autoritzat pel Papa, que va triar el seu propi assistent i va lliurar-li tota la seva autoritat o facultats, en la mesura que es basaven en la llei o el costum. Això demostra que la urbis vicarius es va establir fermament en la plenitud del seu càrrec i reconeixement extern com a tal; certs drets consuetudinaris tenien fins i tot en aquesta data crescut i estaven acceptats. A la Bullarium Magnum (II, 75), que el 18 d'octubre de 1412, el Papa Joan XXII nomenà Petrus Saccas, un canonge de Sant Pere, com locum tenens del Vicari Franciscus, Abbas monasterii S. Martini a Monte Cimino OSB, i el mateix conferí en aquest oficial totes les facultats del vicari. Al nou locum tenens se li va ordenar prendre el jurament de costum davant de la Cambra apostòlica. Un cas similar és el 1430 amb Lluc de Ilpernis, un altre canonge de Sant Pere. Quan Petrus Accolti, bisbe electe d'Ancona, va ser nomenat vicarius urbis el 1505, es va fer càrrec de la jurisdicció, però el pontificalia o drets cerimonials se'ls van donar a Franciscus Berthleay, bisbe de Mylopotamos, fins a la consagració d'Accolti. Un cas similar és el d'Andreas Jacobazzi, un canonge de Sant Pere, nomenat vicari el 1519, però no consagrat com a bisbe de Lucera fins al 1520; els pontificals es van comprometre a Vincentius, Bisbe de Ottochaz-Zengg.
La sèrie d'assistents al vicari, ara conegut com a vicis-gerents, comença amb 1560. Fins a l'època del Papa Climent XI (1700) van ser nomenats pel vicari; des de llavors, el Papa els ha designat mitjançant un breu especial. El vicesgerens per tant no és un representant (locum tenens) del vicari, sinó un bisbe auxiliar subordinat designat per vida, encara que extraïble en qualsevol moment. La seva autoritat (facultats) amb relació a la jurisdicció i les ordres és idèntica a la del vicari; per al seu exercici, però, depèn d'aquest últim, segons es preveu expressament en l'escrit del seu nomenament. En particular, el vicari s'ha compromès a l'administració del tresor de relíquies conegudes com la Lisanotheca o relíquia-tresor de la Rectoria, la censura de llibres, i el permís per imprimir. La censura dels llibres va ser confiada al vicari per una butlla de 4 maig de 1515 (al Magnum Bullarium); aquest dret, però, ara és exercit pel vices-gerens subjecte al Magister sacri palatii, als imprimaturs afegeix el seu propi nom sense més examen del llibre en qüestió. Per tant, el censor realment responsable és el Magister sacri palati, no pas els vicesgerens. De tant en tant s'han produït dos ajudants del vicari, a un dels quals corresponen tots els assumptes de jurisdicció, mentre que a l'altre els pontificals i ordenacions; aquest últim es coneix com a sufragani del vicari.

## Organització de la Rectoria de Roma

### Ordenacions
En aquest sentit, les funcions de vicari són d'importància primordial, ja que una multitud d'eclesiàstics d'arreu del món prossegueixen els seus estudis a Roma i reben els ordres allà a la presentació de l'autorització necessària dels seus respectius bisbes. Per cada comanda conferida a Roma hi ha un examen especial dut a terme per un grup de vint eclesiàstics tant seculars com regulars, que operen en seccions de tres. Les peticions es discuteixen regularment en els dies prescrits per la llei eclesiàstica i a la catedral del bisbe de Roma, és a dir, a la basílica de sant Joan del Laterà; poden, però, ser conferides en altres dies i en altres esglésies o capelles.
En general són conferides pel mateix vicari o pels vicesgerens; per delegació especial del vicari, però, un altre bisbe pot ordenar als candidats de tant en tant. Per un indult pontifici general, qualsevol bisbe resident a Roma pot administrar el sagrament de la Confirmació, sent encara habitual a Roma confirmar tots els nens que semblen en perill de mort.

### Els ordes religiosos
Totes les qüestions relatives als monestirs de Roma i els seus interns pertanyen a una comissió especial al vicariat compost per prop de vuit membres i sota la direcció del vicari.

### Predicació
Les estrictes regulacions del Papa Pius X només permeten a predicar a Roma aquells que han estat trobats dignes després d'un examen minuciós, científic i pràctic, davant d'una comissió especial que emet a cada candidat amb la deguda autorització. Hi ha una regulació similar per als sacerdots que vulguin escoltar confessions a la ciutat.

### Clergat parroquial
El clergat parroquial de Roma forma una corporació especial, sota un Camarlenc triat anualment per ells mateixos. A més dels drets que els asseguren els seus estatuts, en la mesura aprovada pel Papa, que són enterament subjectes al vicari.

### Tribunal
Com que el vicari és el jutge ordinari de la Cúria romana i del seu territori, es dedueix que sempre ha tingut i ara té la seva pròpia cort o tribunal. Antigament es prenia coneixement tant dels assumptes civils com penals, ja sigui sol o conjuntament amb altres tribunals, si el cas es referia a voluntari o a la jurisdicció contenciosa.
Aquest tribunal ja no s'ocupa de les causes penals, tot i que encara hi ha per a determinades matèries previstes en la llei eclesiàstica, els detalls es poden veure en qualsevol dels manuals més grans del dret canònic. Els principals funcionaris del tribunal de la Rectoria són els vicegerens abans esmentats, els  locum tenens civilia, els promotor fiscalis per a casos de beatificació i canonització, els promotor fiscalis per altres assumptes eclesiàstics, principalment els vots monàstics. En altres temps l'auditor del vicariat era una persona molt ocupada, sent cridats a formular o decidir els diversos processos interposats davant el vicari; actualment el càrrec és principalment honorífic. Els casos matrimonials són tractats per dos funcionaris que formen una secció especial de la Rectoria

### Secretariats
Entre els funcionaris menors del vicari els més importants són els que tenen a càrrec la secretaria, és a dir, el secretari, el seu representant, dos minutanti o empleats, i l'auditor abans esmentat del vicari. El secretari és tots els dies al seu lloc i està autoritzat per subdelegació per decidir o resoldre una sèrie d'assumptes menors de naturalesa recurrent regularment; també dona a conèixer les decisions del vicari en assumptes més importants; i accessible a cada un al dia durant un període de dues hores. Atesa d'una administració més ràpida que correspon a les exigències modernes el Papa Pius X va simplificar en gran manera el funcionament del vicariat; suprimint alguns dels seus departaments, altres que combinaren, de manera que ara de les seves antigues quinze seccions i subseccions només en romanen set.

## La Reorganització de 1912
L'organització del vicariat romà, com s'ha descrit anteriorment, es basava en gran manera en l'ús; no es va construir com un tot compacte de cop i volta. Les ordenances més importants respectant que es van emetre en diversos moments durant el curs dels dos últims segles, el que demostra que durant molt de temps la insuficiència de la seva organització, especialment pel que fa a la gran quantitat de temps necessari per a la resolució de les qüestions que eren sotmeses, havia estat greument sentit, més, però, pels subordinats de la rectoria que pels seus alts funcionaris. No podria dir que els seus mètodes fossin de cap manera compatibles amb les idees modernes pel que fa a la gestió eficient. La manca d'harmonia va ser doblement evident després de tota l'administració central de l'Església havia estat reformada per la Constitució Sapienti Consilio, del 29 de juny de 1908. Durant els passat diverses dificultats havien estat en el camí d'una reforma en profunditat del vicariat de Roma. No és la menor d'elles va ser la manca d'espai a l'antiga oficina del vicariat. No va ser fins després de la compra del Palazzo Mariscotti, proper a San Francisco Alle Stimmate, que va ser assignat al cardenal vicari i els seus funcionaris i disposat per al seu ús, que Pius X va ser capaç de dur a terme el seu pla llargament acariciat per una reforma a fons del vicariat de Roma.
El Papa Pius X va publicar les seves noves ordenances sobre l'administració de la seva diòcesi de Roma a la constitució apostòlica Etsi nos in, de l'1 de gener de 1912, i la llei canònica va entrar en vigor, conforme al que es disposava, el 15 de gener següent, dia en què va ser promulgada l'Acta Apostolicae Sedis. De les normes per al període de transició, que eren naturalment necessària una reorganització tan completa, només una és necessari esmentar. Es tracta que els vicegerents anteriors, càrrec i títol dels quals van ser ser suprimits, va ser autoritzats com un privilegi personal que segueixen mantenint el títol, sempre que ell estava connectat amb cap de les operacions del vicariat.
El Curia Urbis o Vicariat de la ciutat de Roma es va dividir en quatre departaments (officia), dels quals el segon es divideix al seu torn en quatre seccions. El primer departament (officium) té sota la seva cura tots els serveis de l'església i la visita apostòlica de la diòcesi. El segon departament vigila el comportament del clergat i el poble cristià. Els afers judicials es liquiden en el tercer departament, i el quart departament es dedica a l'administració econòmica de tot el vicariat. El cap de totes aquestes oficines és el cardenal que és el vicari general del Papa a Roma. La seva oficina i l'abast del seu poder són sempre els mateixos i són permanents, i per això no cessen encara que la seu papal estigui vacant. Aquest fet distingeix el cardenal vicari com se l'anomena, perquè la designació no és un títol oficial, de tots els altres vicaris generals en el món, i li dona la seva posició jurídica peculiar. De la mateixa manera es tracta d'una excepció notable que els quatre departaments poden exercir les seves activitats de costum, fins i tot quan el vicari no és capaç de supervisar el que es fa en el compte del conclave o d'algun altre impediment. Fins i tot si el vicari mor el treball dels departaments segueix tranquil·lament. Anteriorment això no era el així, com es desprèn de la diputació de 17 de desembre de 1876, a la mort del cardenal vicari Patrizi.
El cap del primer departament és un comissari, del segon un assessor, del tercer un auditor, i del quart un prefecte. El seu rang respectiu segueix l'ordre donat anteriorment. Entre les dependències esmentades a l'article anterior les dels vicegerent (vicesgerens), el locum tenens, el secretari i l'auditor en la forma anterior van ser abolits. No es permet que cap dels quatre nous presidents dels departaments sota cap pretext interferixin en els assumptes d'un altre, excepte en assumptes purament interns de l'administració.

### El Primer departament
La visita canònica de la diòcesi de Roma està en mans d'una comissió de cardenals. El president de la comissió és el vicari, i els seus membres per raó del seu càrrec són els prefectes de la Congregació per als ordres religiosos. El secretari d'aquesta junta oficial és el comissari. La primera persona nomenada com a secretari i comissari va ser l'ex vicari (vicesgerens). Els arxius i compendis de resums de l'antiga Congregació de la Visita Apostòlica, que va ser suprimida el 1908, pertanyen a la nova comissió. Cada cinc anys, la visita canònica de Roma es realitza sense cap mandat papal exprés previ a la visita. Sis punts (12-17) regulen els detalls del procediment que s'han d'observar per a la visita.
El tresor de relíquies (lipsanotheca), la comissió arqueològica, i el comitè de música eclesiàstica estan inclosos en aquest departament i estan sota la supervisió del vicari. Una comissió eclesiàstica en art ha estat establerta; la seva competència inclou la construcció d'esglésies, el seu manteniment, restauració i adorn. El primer departament està obligat a mantenir una llista exacta de totes les esglésies a Roma, en una de les quals s'observa l'objecte i peculiaritats de cada església.

### El segon departament
El segon departament té quatre seccions, el cap de cada un dels quals és una secretari:
- la primera secció té a veure amb el clergat;
- la segona, amb els convents femenins;
- el tercer amb les escoles, les universitats i altres institucions per a l'educació a la ciutat;
- el quart amb les germandats, associacions, societats i socials.

Les quatre seccions estan subordinades primer al vicari i a després a l'assessor. Els poders de la primera secció s'estableixen en detall en dotze ordenances. Cal destacar de la regla estricta que cap clergue, independentment de si pertany al clergat romà o d'una altra diòcesi, pot ser reclamat a una oficina o un benefici per qualsevol persona, fins i tot un cardenal, llevat que s'hagi establert amb anterioritat per una carta secreta al vicari que el vicariat no té objeccions al seu nomenament. Aquesta regulació posa fi, finalment, a un vell abús de creixement històric que en el passat va donar lloc a molts desavantatges.
Aquest departament ha de mantenir un registre de tots els membres del clergat secular i regular de la ciutat, amb el nom, edat, residència, tipus d'ocupació i altres notes personals. El vicari s'ajuda en la solució de totes les qüestions relatives als clergues pels examinadors del clergat, en la resolució de qüestions pel que fa a la transferència o el dipòsit dels rectors pels consultors, en totes les qüestions pel que fa a oficis i beneficis pel general del consell supervisor, els diputats dels seminaris i el consell assessor (commissio directiva). Els detalls dels reglaments estan especificats al paràgraf 30.
La segona secció d'aquest departament s'encarrega de la direcció i supervisió dels nombrosos convents femenins; els detalls són regulades en set paràgrafs. Els paràgrafs 38-46 es refereixen als escoles, col·legis i altres institucions educatives per als laics. La cura d'aquests és la tasca de la tercera secció. El seu secretari ha de mantenir una llista exacta de totes aquestes institucions, dels seus mestres i directors, i les estadístiques exactes respectant els alumnes. S'ha d'assistir a les reunions de la junta escolar, mantenir els seus minuts, i ha d'executar totes les ordres del Vicari o el consell de supervisió respectar aquestes institucions. Els paràgrafs 47-57 regulen amb detall el treball de la quarta secció, que té al seu càrrec les germandats, associacions, societats i socials. Es compon d'un consell de sis membres amb una secretària de la seva pròpia.

### El Tercer departament
Tots els òrgans judicials ja existents se suprimeixen i el Papa ha fet del vicari jutge ordinari i exclusiu en primera instància per a totes les demandes presentades al tribunal de la diòcesi romana. El vicari jutja només en aquells casos en què s'ha reservat expressament per a si mateix; en altres casos l'auditor actua com a jutge, que forma amb el vicari i el mateix tribunal. L'auditor és considerat com l'oficial de la cúria de la Diòcesi romana i tracta els afers segons el dret comú. L'oficina i la jurisdicció del camarlenc del clergat romà se suprimí i les seves facultats i competències es transferiren completament a l'auditor, que està proveït d'un substitut. Quan d'acord amb la llei comuna un cas ha de ser decidit, no per un sol jutge, sinó per un banc complet, es porta a terme llavors l'auditor de ser el president del tribunal, en cas que el vicari no es reserva el lloc d'oficial que presideix a si mateix. El nomenament dels jutges associats pertany al papa; per al cas individual el vicari té el dret de seleccionar els jutges associats dels nomenats pel Papa. Aquesta ordenança és especialment digne de notar. Les altres ordenances no poden ser discutits aquí en detall.

### El Quart departament
El quart departament està dirigida per un prefecte. Té a càrrec de tots els assumptes purament administratius del vicariat, la seva obra principal és la cura de les finances; també s'encarrega de la compra de materials de construcció, com els formularis, subministraments per a la cancelleria, etc. L'organització efectuada ofertes res del que requereix una observació particular.

### Ordre de tasques del vicariat
Els canvis necessaris que s'estan realitzant, les ordenances essencials de la Constitució Sapienti Consilio i les ordenances emeses després per les congregacions de la cúria i les autoritats pel que fa a la manera en què els afers han de ser tramitats també s'apliquen al vicariat. Cal observar que s'han establert un arxiu secret i un de públic pel vicariat. El vicari sotmet al Papa per a la seva aprovació les regles relatives a les hores d'oficina i dies festius. De molta importància és l'expressió final de la Constitució que va ser elaborada d'acord amb el nou formulari de la Cancelleria Apostòlica. Després que el formulari ha estat provat durant un temps per la pràctica que es va a publicar. Diu: "Decernentes praesentes litteras firmas, validas et efficaces semper esse et fore, suosque plenarios et integros effectus sortiri et obtinere a die promulgationis in Commentario de Apostolicae Sedis actis".
Una comparació amb l'anterior article mostra que la reconstrucció del vicariat no és la continuació orgànica de la condició anterior, sinó que és una organització completament nova. Hi ha en aquest canvi un esforç evident per organitzar els organismes oficials com a servidors del públic i per això sobre la base del mètode modern d'exercici de l'activitat, ja que es troba a tot arreu en els països que porten a la civilització i en ben organitzada juntes centrals dels serveis. Abans l'administració era enutjosa, impedida per obstacles tradicionals; es pot dir potser haver considerat a si mateix com l'objecte principal i el públic que ha de servir de consideració subordinat. Aquest estat de coses és ara passat, gràcies a l'energia de la papa regnant, que va superar tots els obstacles. Ara, qualsevol persona que tingui afers amb el vicariat sap exactament a quin departament, quin oficial, que ha d'anar per tal de tenir la matèria de què es tracti sigui ràpidament resolta. És d'esperar que en el curs de temps que el tercer departament causa de la prova de la pràctica de treball pot patir lleugers canvis, ja que no és probable que totes les ordenances provaran capaç d'execució permanent. Les característiques de la nova organització són la divisió del treball i la rígida separació del poder judicial de l'administració executiva, juntament amb una àmplia oferta dels funcionaris dels diferents departaments. En els costums de reorganització que s'havien fet històric es van prendre en consideració només en la mesura que es podrien combinar sense dificultat amb els mètodes moderns de negocis.
Per inspirar més confiança en les oficines de nova creació de la Rectoria, el Papa va nomenar a de maig de 1912 una junta superior del control, compost per tres cardenals, el deure és supervisar els assumptes de negocis del vicariat; Cardenals Lugari, Pompilj i Van Rossum van ser els primers a ser identificats per aquesta junta important i influent i aquestes nominacions van ser rebudes pel clergat de Roma amb expressions unànimes de la bona voluntat i la gratificació.

## Cardenals vicaris
El primer vicarius in spiritualibus clarament citat com a tal va ser Bovo (Bobo) episcopus Tusculanus (Lavicanus) vers el 1106. Fins 1260 els vicaris van ser escollits d'entre els cardenals; el primer vicari pres d'entre els bisbes de les proximitats de Roma va ser el dominic Thomas Fusconi de la Berta, episcopus Senensis. Aquest costum es va mantenir fins al consistori secret de 29 de novembre de 1558, quan el papa Pau IV va decretar que en el futur els vicaris havien de ser elegits d'entre els cardenals de dignitat episcopal; va ser llavors que va sorgir el títol popular de "cardenal vicari", mai utilitzat oficialment; el títol formal llavors era Vicarius Urbis, i ara és, segons cita l'Anuari, "Vicariato di Roma - Vicariatus Urbis", "Vicario Generale di Sua Santita".

### Relació deVicarii in spiritualibus
La següent relació és publicada per Ambrogio M. Brambilla, Origine ed evoluzione dell'ufficio del cardinale vicario di Roma fino all'anno 1558, pp. 224–226.
- Ottaviano Poli dei conti di Segni (citat el 1198)
- Pietro Gallocia (citat el 1206 i 1207)
- Pietro Saxonis (citat el 1217)
- Romano Bonaventura (citat el 1227)
- Jacopo da Pecorara, O.Cist. (citat el 1228 i el 1238)
- Stefano de Normandis dei Conti (citat el 1244)
- Riccardo Annibaldi (citat el 1251)
- Tommaso Fusconi di Berta, O.P. (citat el 1260)
- Giovanni Colonna, O.P. (citat el 1262)
- Tommaso Agni da Lentini, O.P. (citat el 1264)
- Anonimo (citat el 1267)
- Aldobrandino Cavalcanti, O.P. (citat el 1272)
- Latino Malabranca Orsini, O.P. (citat el 1280)
- Bartolomeo, O.F.M. (citat el 1288)
- Giovanni (citat el 1290)
- Salvo, O.P. (citat el 1291)
- Giovanni (citat el 1295) (per segona vegada)
- Lamberto, O.F.M. (21 de juliol de 1296 - ?)
- Alemanno, O.F.M. (abans de 9 de març de 1299 - després del 28 d'abril de 1299)[22]
- Ranuccio, O.F.M. (citat el 1300 e 1301)
- Niccolò Alberti, O.P. (citat el 1302)
- Giovanni (citat el 6 de juliol de 1303) (per tercer cop)[23]
- Giacomo (citat el 24 de desembre de 1303)
- Guittone Farnese (citat el 1307)
- Isnardo Tacconi, O.P. (citat el 1309)
- Ruggero da Casole, O.P. (citat el 1313)
- Giovanni, O.F.M. (citat el 1317)
- Andrea (citat el 1322)
- Angelo Tignosi (citat el 1324)
- Andrea (citat el 1325) (per segona vegada)
- Angelo Tignosi (citat el 14 de febrer de 1325) (per segona vegada)
- Giovanni Pagnotta, O.E.S.A. (citat el 1335)
- Niccolò Zucci, O.F.M. (citat el 1341)
- Raimondo (citat el 1343)
- Ponzio Perotti (citat el 1349)
- Giovanni (citat el 1361)
- Pietro Bohier, O.S.B. (citat el 1365)[24]
- Giacomo di Muti (citat el 1369)
- Luca Ridolfucci Gentili (citat el 1372)
- Stefano Palosti de Verayneris (citat el 1380)
- Gabriele Gabrielli, O.S.B. (citat el 1383)[25]
- Lorenzo Corvini (17 de gener de 1389 - ?)[26]
- Giovanni, O.S.B. (citat el 1392)
- Francesco Scaccani (1394 - 1399)
- Paolo di Francesco di Roma, O.F.M. (inicis de 1405 – finals de 1407)
- Francesco, O.S.B. (citat el 1411)
- Pietro Sacco (locum tenens)
- Giacomo Isolani (1414 - 1417)
- Sante da Cave (1420 - 5 de maig de 1427 mort)
- Nicola Lazzaro di Guinigi (21 de maig de 1427 - ?)
- Luca de Alpinis (locum tenens)
- Daniele Gari Scotti (citat el 17 d'abril de 1431)
- Gasparre di Diano (27 de desembre de 1431 - ?)
- Stefano del Buono (12 de novembre de 1434 - 10 de setembre de 1435 mort)
- Genesio (29 d'octubre de 1435 - ?)
- Andrea da Montecchio (23 d'agost de 1437 - ?)
- Onofrio di Francesco (citat el 1444)
- Giosuè Mormile (citat el 1447)
- Roberto Cavalcanti (citat el 18 d'abril de 1447)
- Berardo Eroli (citat el 1447)
- Francesco dal Legname (citat el 1459)
- Giovanni Neroni (citat el 1462)
- Domenico de Dominici (citat el 1464)
- Leonardo Marchese (citat el 1485)
- Nicolò Trevisan (citat el 1487)
- Giacomo Botta (citat el 1489)
- Jaume Serra i Cau (13 de febrer de 1492 - 2 d'octubre de 1500 publicat cardenal)
- Pietro Gamboa (12 de juny de 1501 - ? mort)
- Pietro Accolti (20 de novembre de 1505 - ? renuncià)
- Domenico Giacobazzi (citat el 1511)
- Andrea Giacobazzi (citat el 1520)
- Paolo Capizucchi (citat el 1521)
- Bartolomeo Guidiccioni (citat el 1539)
- Pomponio Cesi (3 de gener de 1540 - 4 d'agost de 1542 mort)
- Filippo Archinto (1542 - ?)
- Ludovico Beccadelli (citat el 1554)
- Pietro De Petris (citat l'1 de juny de 1555)
- Virgilio Rosario (citat el 6 de juliol de 1555 - 28 de novembre de 1558 nomenat cardenal vicari)

### Relació dels cardenals vicaris generals de la diòcesi de Roma
- Virgilio Rosario (28 de novembre de 1558 - 22 de maig de 1559 mort)
  - Pietro De Pretis (pro-vicari)
- Giacomo Savelli (1560 - 1587 renuncià)
  - Sebastiano Portici (pro-vicari)
  - Giovanni Oliva (pro-vicari)
  - Michele Bonelli, O.P. (1585 ? - ?) (pro-vicari)
- Girolamo Rusticucci (1588 - 1603 renuncià)
- Camillo Borghese (de juny de 1603 - 16 de maig de 1605 elegit papa)
- Girolamo Pamphili (1605 - 11 d'agost de 1610 mort)
- Giovanni Garzia Millini (1610 - 1629 renuncià)
- Marzio Ginetti (2 d'octubre de 1629 - 1 de març de 1671 mort)
  - Antonio Barberini, O.F.M. Cap. (1636 - 1640 renuncià) (pro-vicari)
- Paluzzo Paluzzi Altieri degli Albertoni (1667 - 1671 renuncià)
- Gaspare Carpegna (12 d'agost de 1671 - 6 d'abril de 1714 mort)
  - Girolamo Casanate (1682 - ?) (pro-vicari)
  - Niccolò Caracciolo (18 de desembre de 1715 - 6 de desembre de 1717 renuncià) (pro-vicari)
- Giovanni Domenico Paracciani (7 de novembre de 1717 - 9 de maig de 1721 mort)
- Fabrizio Paolucci di Calboli (11 de maig de 1721 - 12 de juny de 1726 mort)
- Prospero Marefoschi (13 de juny de 1726 - 24 de febrer de 1732 mort)
- Giovanni Antonio Guadagni, O.C.D. (1 de març de 1732 - 15 de gener de 1759 mort)
- Antonio Maria Erba Odescalchi (1759 - 28 de març de 1762 mort)
- Marcantonio Colonna (19 d'abril de 1762 - 4 de desembre de 1793 mort)
- Andrea Corsini (1793 - 18 de gener de 1795 mort)
- Giulio Anguillara Capece Cavazza della Somaglia (1795 - 1818 renuncià)
- Antonio Despuig y Dameto, Pro-Vicari (1810-1813)
- Lorenzo Litta Visconti Arese (18 de setembre de 1818 – 1 de maig de 1820 mort)
- Annibale della Genga (12 de maig de 1820 - 28 de setembre de 1823 elegit papa)
  - Giuseppe Della Porta Rodiani (23 de setembre de 1823 - 2 de gener de 1824 renuncià) (pro-vicari)
- Placido Zurla, O.S.B. Cam. (7 de gener de 1824 - 19 d'octubre de 1834 mort)
- Carlo Odescalchi (21 de novembre de 1834 - 21 de novembre de 1838 renuncià)
- Giuseppe Della Porta Rodiani (30 de novembre de 1838 - 18 de desembre de 1841 mort)
- Costantino Patrizi Naro (22 de desembre de 1841 - 20 d'abril de 1849 nomenat cardenal bisbe d'Albano)
  - Giuseppe Angelini (21 de desembre de 1868 - 8 de gener de 1876 mort) (pro-vicari)
- Raffaele Monaco La Valletta (21 de desembre de 1876 - 27 de febrer de 1880 nomenat camarlenc del Col·legi Cardenalici)
- Lucido Maria Parocchi (16 de febrer de 1884 - 1899 renuncià)
- Domenico Maria Jacobini (14 de desembre de 1899 - 1 de febrer de 1900 mort)
- Pietro Respighi (9 d'abril de 1900 - 22 de març de 1913 mort)
- Basilio Pompilj (7 d'abril de 1913 - 5 de maig de 1931 mort)
- Francesco Marchetti Selvaggiani (9 de març de 1931 - 13 de gener de 1951 mort)
  - Sergio Der Abrahamian (13 de juny de 1933 - 4 de juliol de 1954 mort) (pro-vicari)
  - Francesco Pascucci (20 de desembre de 1936 - 30 de març de 1945 mort) (pro-vicari)
- Clemente Micara (26 de gener de 1951 - 11 de març de 1965 mort)
  - Luigi Traglia (28 de març de 1960 - 30 de març de 1965 nomenat vicari) (pro-vicari)
- Luigi Traglia (30 de març de 1965 - 9 de gener de 1968 renuncià)
- Angelo Dell'Acqua, O.Ss.C.A. (13 de gener de 1968 - 27 d'agost de 1972 mort)
  - Ugo Poletti (13 d'octubre de 1972 - 26 de març de 1973 nomenat vicari) (pro-vicari)
- Ugo Poletti (26 de març de 1973 - 17 de gener de 1991 jubilat)
  - Camillo Ruini (17 de gener de 1991 - 1 de juliol de 1991 nomenat vicari) (pro-vicari)
- Camillo Ruini (1 de juliol de 1991 - 27 de juny de 2008 jubilat)
- Agostino Vallini (27 de juny de 2008 - 29 de juny de 2017 jubilat)
- Angelo De Donatis (29 de juny de 2017 – 6 d'abril de 2024;  nomenat penitencier major)
- Baldassare Reina (des del 6 d'abril de 2024)